# Jean-Jacques Velasco
Jean-Jacques Velasco (1946) è un ingegnere e saggista francese.
Membro del CNES, è stato direttore del GEPAN, un organismo pubblico francese dedicato allo studio degli UFO. Ha scritto diversi libri di ufologia.

## Carriera
Conseguito il Brevetto di Tecnico Superiore (BTS) in ottica, Velasco ha studiato ingegneria ed è entrato al CNES. Nel 1977 Claude Poher lo invitò a prestare servizio al GEPAN, organismo pubblico francese incaricato di studiare gli UFO. Velasco cominciò a collaborare con Poher e poi con il nuovo direttore Alain Esterle e fu incaricato di sviluppare il SIMOVNI, uno strumento destinato "alla ricostruzione e all'analisi degli stimoli ottici riferiti dai testimoni di avvistamenti di UFO". Nel 1983, in seguito alle dimissioni di Esterle, Velasco divenne direttore del GEPAN. Nel 1988 il GEPAN fu rimpiazzato dal SEPRA e Velasco divenne direttore del nuovo organismo. Malgrado la scarsità dei mezzi a disposizione, Velasco cercò di effettuare uno studio rigoroso e scientifico degli avvistamenti di UFO. Nel 1997 fu invitato al Simposio di Pocantico, un congresso mondiale sugli UFO; nel 1999 collaborò alla redazione del Rapporto COMETA. Nel 2004 il SEPRA fu chiuso e sostituito dal GEIPAN e Velasco rientrò nel CNES, occupandosi del servizio "Cultura Spaziale".
Velasco ha scritto diversi libri e articoli di ufologia. Parallelamente al lavoro, si è occupato anche di politica e dal 1989 al 1995 è stato sindaco socialista di Montgiscard.

## Posizioni in ufologia
Dapprima scettico sul fenomeno UFO, Velasco è divenuto in seguito fautore dell'ipotesi extraterrestre. In base alla sua esperienza, è arrivato alla conclusione che la maggior parte degli UFO si possano spiegare con fenomeni naturali, avvistamenti di velivoli terrestri, allucinazioni e mistificazioni, tuttavia una parte di essi (circa il 13%) rimane inspiegata e presenta a suo dire un comportamento stupefacente dal punto di vista aeronautico, per cui lo studioso francese ritiene che la spiegazione extraterrestre sia l'ipotesi più probabile. Velasco pensa che gli extraterrestri possano avere stabilito basi nel nostro sistema solare e che visitino il nostri pianeta a scopo di studio.

## Critiche
Le posizioni di Velasco sono state criticate dal mondo scientifico (compresi i vertici del CNES) e dagli scettici, che affermano che non ci sono prove dell'origine extraterrestre degli UFO. Velasco è stato criticato anche dai fautori della teoria del complotto sugli UFO. Pur ritenendo che certi governi nascondano informazioni sugli UFO, Velasco è scettico sulla realtà dei rapimenti alieni e su altre tematiche complottiste, tra cui l'origine extraterrestre dei cerchi nel grano. Velasco ha anche dichiarato di non credere all'autenticità delle lettere dei presunti extraterrestri provenienti dal pianeta Ummo e la sua posizione è stata criticata dal fisico Jean-Pierre Petit, che invece ci crede.

## Libri pubblicati
- Jean-Jacques Velasco-Dominique Audrerie, Note technique. Enquêtes 81-07 et 81-09, Centre national d'études spatiales (Paris). Groupe d'études des phénomènes aérospatiaux non identifiés (Toulouse), Toulouse, GEPAN, 1982
- Jean-Jacques Velasco-Jean-Claude Bourret, OVNIS, la science avance, préface de Jean-Claude Ribes, Paris, Robert Laffont, 1993
- Jean-Jacques Velasco-Nicolas Montigiani, OVNIS. L'Evidence, Editions Carnot, 2004
- Jean-Jacques Velasco-François Parmentier, OVNI : 60 ans de désinformation, préface de Vladimir Volkoff, Paris, Éditions du Rocher, 2004
- Prefazione al libro: Nicolas Montigiani, Projet Colorado. L'existence des ovnis prouvée par la science, JMG Éditions, 2006.
- Jean-Jacques Velasco-Nicolas Montigiani, Troubles dans le ciel. Observations extraterrestres (1947-1994), Paris, Presses du Châtelet, 2007
- Jean-Jacques Velasco-Nicolas Montigiani, OVNIS: Mensonge d'Etat, Editions Le Temp présent, 2011.